# Michel Leiris

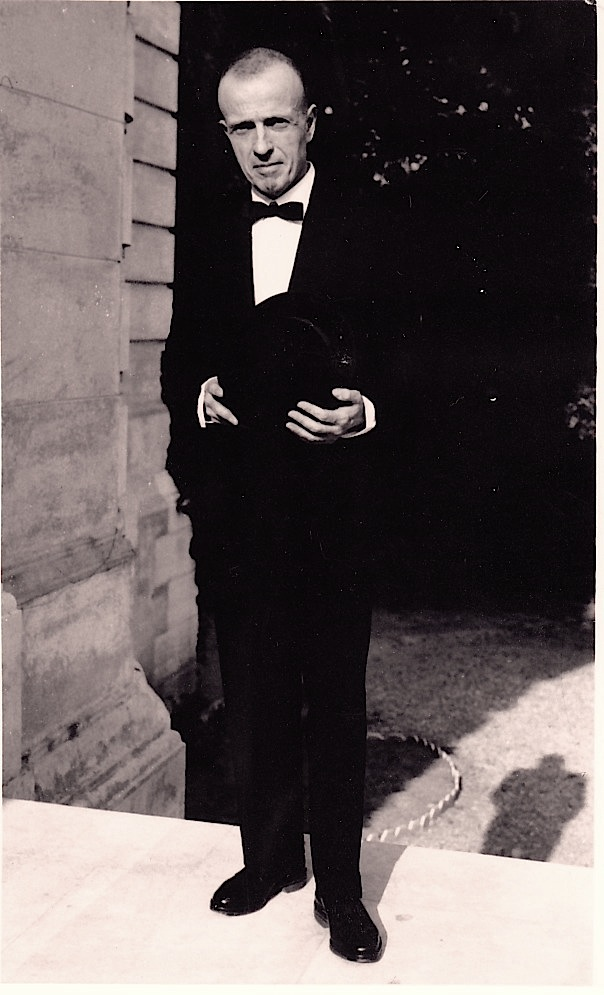
Michel Leiris v roce 1950

Michel Leiris (20. duben 1901, Paříž – 30. září 1990, Saint-Hilaire) byl francouzský spisovatel a etnograf.
V mládí, ve 20. letech 20. století, měl blízko k surrealismu. Se surrealisty se však rozešel v roce 1929 (konflikt s Bretonem, jehož pak byl Leiris velkým kritikem) a poté začal studovat etnologii. Surrealismus, psychoanalýza a etnologie však společně ovlivnily charakter jeho próz. Ty jsou silně esejistické a reflexivní, analyzující sny, vzpomínky, vlastní obsese a fixace. Nejslavnějším z nich je silně autobiografický román Věk dospělosti (L'Age d'homme) z roku 1939, který je jakousi psychoanalytickou zpovědí odhalující osobní mýty i mýty celé společnosti.
Psal i básně a odborné práce, například o mýtech Dogonů. Pracoval v pařížském Muzeu člověka (Musée de l'Homme). Napsal též portréty André Massona (jeho blízkého přítele), Alberta Giacomettiho či Francise Bacona. Po válce úzce spolupracoval s Jean-Paul Sartrem a patřil k zakladatelům jeho revue Les Temps modernes. Angažoval se v kampaních proti rasismu a válce v Alžírsku.